# Alge Crumpler
Algernon Darius Crumpler (* 23. Dezember 1977 in Greenville, North Carolina) ist ein ehemaliger American-Football-Spieler auf der Position des Tight Ends. In seiner Karriere war er für die Atlanta Falcons, Tennessee Titans und New England Patriots in der National Football League (NFL) aktiv.

## Frühe Jahre
Crumpler ging auf die Highschool in Wilmington, North Carolina. Später besuchte er die University of North Carolina at Chapel Hill. In seinen drei Jahren für das College-Football-Team wurde er zwei Mal in das First-Team All-ACC gewählt.

## NFL

### Atlanta Falcons
Crumpler wurde im NFL-Draft 2001 in der zweiten Runde an 35. Stelle von den Atlanta Falcons ausgewählt. Er fing seine ersten beiden Pässe am 23. September 2001 im Spiel gegen die Carolina Panthers. Seinen ersten Touchdown fing er am 21. Oktober 2001 im Spiel gegen die New Orleans Saints. Nach der Saison 2003 wurde er zum ersten Mal in den Pro Bowl gewählt. 2004, 2005 und 2006 wurde er abermals in den Pro Bowl gewählt.  2006 erzielte er acht Touchdowns, was seinen Karrierebestwert darstellt. Am 15. Februar 2008 wurde Crumpler von den Falcons entlassen.

### Tennessee Titans
Am 2. März 2008 unterschrieb er einen Vertrag bei den Tennessee Titans.

### New England Patriots
Am 24. März 2010 unterschrieb Crumpler einen Vertrag bei den New England Patriots. Am 29. Juli 2011 wurde er entlassen.

## Persönliches
Crumplers Bruder Carlester Crumpler, spielte als Tight End bei den Seattle Seahawks und den Minnesota Vikings in der NFL.